# Inge Stetter

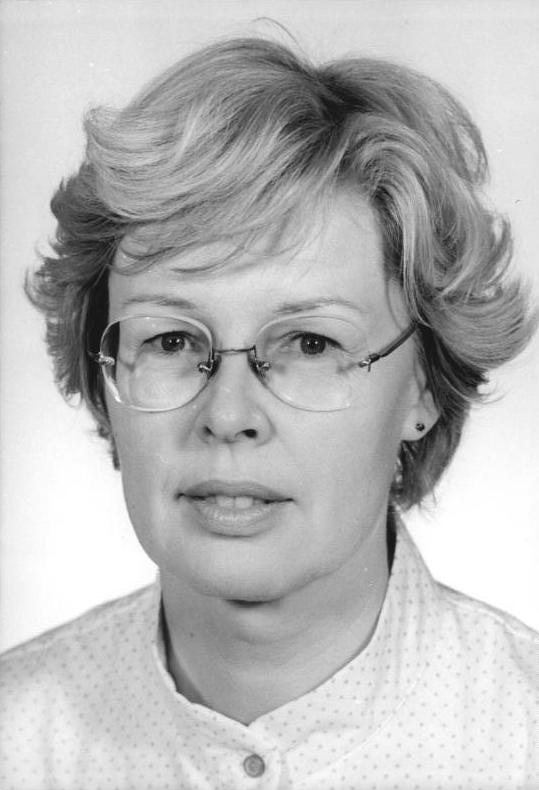
Inge Stetter, 1990

Inge Stetter (* 27. Juni 1941 in Berlin) ist eine deutsche Politikerin (SPD) sowie ehemaliges Mitglied der Volkskammer und des Sächsischen Landtages (1990 bis 1994).

## Leben
Nach einer Lehre als Krankenpflegerin am Krankenhaus Torgau besuchte Inge Stetter die Fachschule in Leipzig und absolvierte ihren Abschluss als Krankenschwester. Bis 1978 arbeitete sie als Krankenschwester im Krankenhaus Torgau. Ab 1979 war Stetter als Lehrausbilderin tätig. Im Jahr 1980 begann sie mit ihrer Arbeit an der Medizinischen Fachschule Torgau. Von 1981 bis 1985 folgte ein Studium in Magdeburg, das sie als Medizinpädagogin abschloss.
Stetter ist evangelisch, geschieden und hat ein Kind.

## Politik
Inge Stetter war Mitglied im Kreisvorstand der SPD in Torgau. Von März bis Oktober 1990 war sie Abgeordnete der Volkskammer.
Im Oktober 1990 zog Stetter über die Landesliste der SPD Sachsen in den Sächsischen Landtag ein, dem sie für eine Wahlperiode bis 1994 angehörte. Dort war sie Mitglied im Geschäftsordnungsausschuss.

## Belege
- Klaus-Jürgen Holzapfel (Hrsg.): Sächsischer Landtag: 1. Wahlperiode, 1990–1994; Volkshandbuch. NDV Neue Darmstädter Verlagsanstalt, Rheinbreitbach 1991, ISBN 3-87576-265-7. S. 63 (Ausschuss: S. 81). (Stand Mai 1991)

## Weblink
- Biografie von Inge Stetter. In: Wilhelm H. Schröder: Die Abgeordneten der 10. Volkskammer der DDR (Volkparl)

| Personendaten    | Personendaten                        |
| ---------------- | ------------------------------------ |
| NAME             | Stetter, Inge                        |
| KURZBESCHREIBUNG | deutsche Politikerin (SPD), MdV, MdL |
| GEBURTSDATUM     | 27. Juni 1941                        |
| GEBURTSORT       | Berlin                               |